# Cantarana
Cantarana là một đô thị ở tỉnh Asti vùng Piedmont thuộc Ý, nằm ở vị trí cách khoảng 30 km về phía đông nam của Torino và khoảng 13 km về phía tây của Asti. Tại thời điểm ngày 31 tháng 12 năm 2004, đô thị này có dân số 863 người và diện tích là 9,8 km².
Đô thị Cantarana có các frazioni (các đơn vị trực thuộc, chủ yếu là các làng) Concentrico, Palazzasso, Torrazzo, Arboschio, Serralunga, Bricco dell'oca, Bricco Grosso, Bricco Aguggiavà Bricco Barrano.
Cantarana giáp các đô thị: Dusino San Michele, Ferrere, San Damiano d'Asti, Tigliole, Valfenera và Villafranca d'Asti.

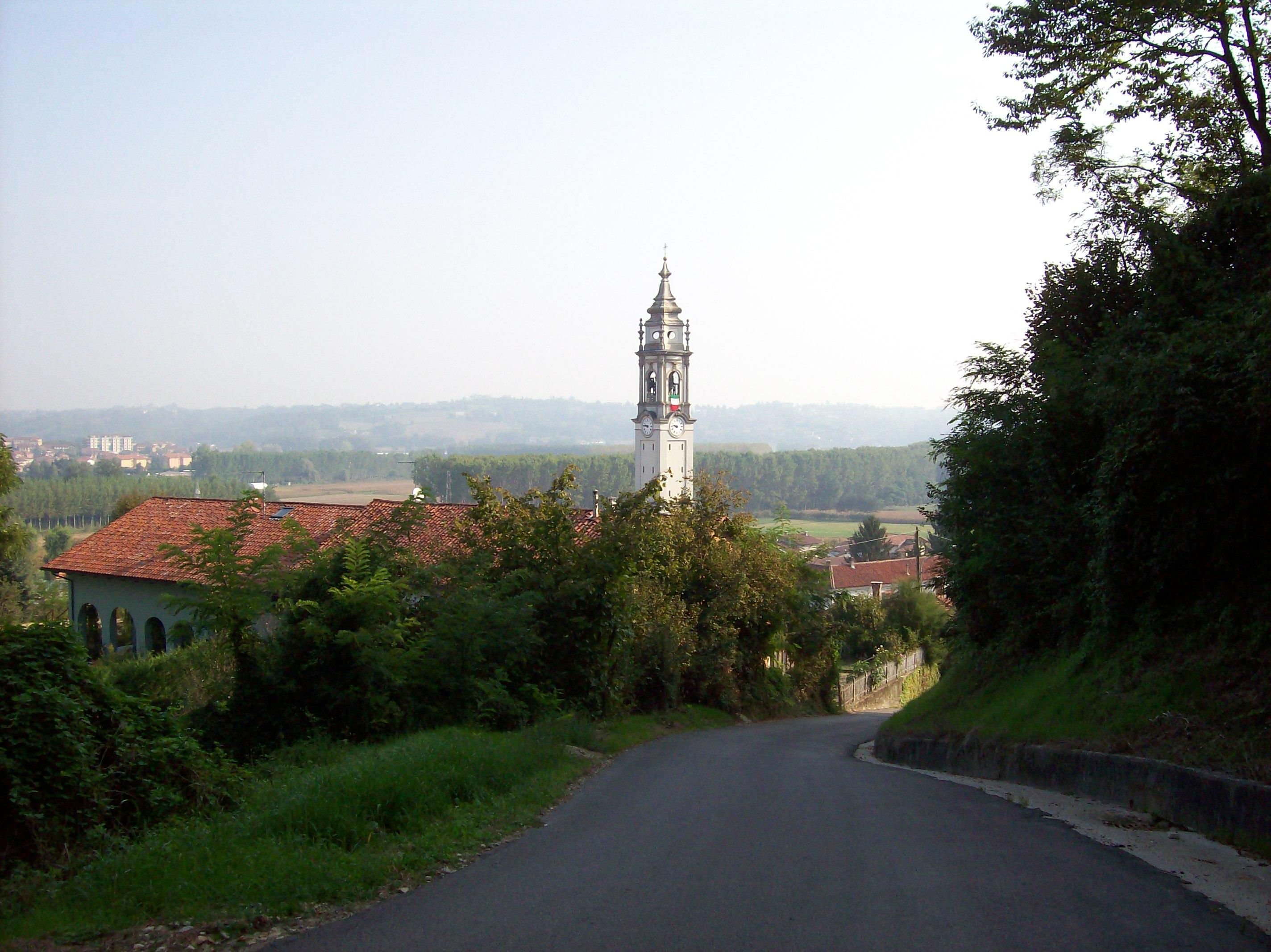
Cantarana
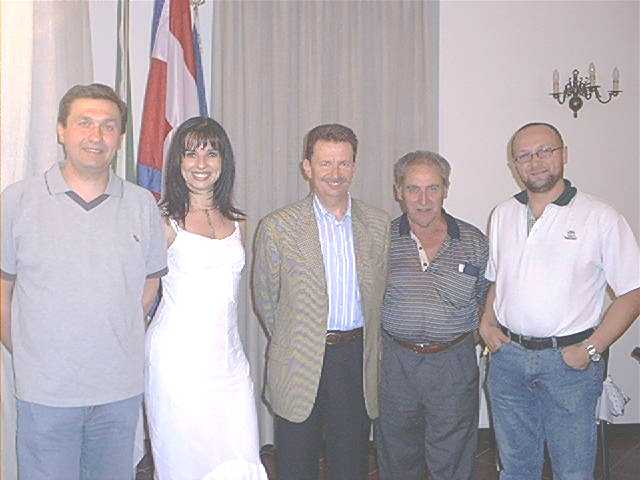
Cantarana, thị trưởng và các trợ lý